# Lorik Emini
Lorik Emini (Zugo, 29 agosto 1999) è un calciatore kosovaro con cittadinanza svizzera, centrocampista del Vaduz.

## Caratteristiche tecniche
È un centrocampista difensivo.

## Carriera

### Club
Cresciuto nel settore giovanile del Lucerna, debutta in prima squadra il 1º dicembre 2019 in occasione dell'incontro di Super League perso 4-0 contro il San Gallo.

### Nazionale
Ha giocato nelle nazionali giovanili svizzere Under-15 ed Under-16.
Il 25 maggio 2021 viene convocato per la prima dalla nazionale maggiore kosovara, debuttando il 1º giugno in occasione dell'amichevole vinta 4-1 contro San Marino.

## Statistiche

### Presenze e reti nei club
Statistiche aggiornate al 2 giugno 2021.
| Stagione          | Squadra           | Campionato        | Campionato | Campionato | Coppe nazionali | Coppe nazionali | Coppe nazionali | Coppe continentali | Coppe continentali | Coppe continentali | Altre coppe | Altre coppe | Altre coppe | Totale | Totale | Totale |
| Stagione          | Squadra           | Comp              | Pres       | Reti       | Comp            | Pres            | Reti            | Comp               | Pres               | Reti               | Comp        | Pres        | Reti        | Pres   | Reti   |        |
| ----------------- | ----------------- | ----------------- | ---------- | ---------- | --------------- | --------------- | --------------- | ------------------ | ------------------ | ------------------ | ----------- | ----------- | ----------- | ------ | ------ | ------ |
| 2016-2017         | Lucerna II        | 1L                | 1          | 0          | -               | -               | -               | -                  | -                  | -                  | -           | -           | -           | 1      | 0      |        |
| 2017-2018         | Lucerna II        | 1L                | 19         | 2          | -               | -               | -               | -                  | -                  | -                  | -           | -           | -           | 19     | 2      |        |
| 2018-2019         | Lucerna II        | 1L                | 21         | 5          | -               | -               | -               | -                  | -                  | -                  | -           | -           | -           | 21     | 5      |        |
| lug.-nov. 2019    | Lucerna II        | 1L                | 11         | 4          | -               | -               | -               | -                  | -                  | -                  | -           | -           | -           | 11     | 4      |        |
| Totale Lucerna II | Totale Lucerna II | Totale Lucerna II | 52         | 11         |                 | -               | -               |                    | -                  | -                  |             | -           | -           | 52     | 11     |        |
| 2019-2020         | Lucerna           | SL                | 12         | 1          | CS              | 0               | 0               | -                  | -                  | -                  | -           | -           | -           | 12     | 1      |        |
| 2020-2021         | Lucerna           | SL                | 28         | 0          | CS              | 2               | 0               | -                  | -                  | -                  | -           | -           | -           | 30     | 0      |        |
| Totale Lucerna    | Totale Lucerna    | Totale Lucerna    | 40         | 1          |                 | 2               | 0               |                    | -                  | -                  |             | -           | -           | 42     | 1      |        |
| Totale carriera   | Totale carriera   | Totale carriera   | 92         | 12         |                 | 2               | 0               |                    | -                  | -                  |             | -           | -           | 94     | 12     |        |

## Palmarès

### Club

#### Competizioni nazionali
- Coppa Svizzera: 1

Lucerna: 2020-2021